# Livin' la Vida Loca
"Livin' la Vida Loca" là một bài hát của nghệ sĩ thu âm người Puerto Rico Ricky Martin nằm trong album phòng thu tiếng Anh đầu tay mang chính tên anh (1999). Nó được phát hành vào ngày 23 tháng 3 năm 1999 như là đĩa đơn đầu tiên trích từ album bởi Columbia Records, đồng thời là đĩa đơn tiếng Anh chính thức đầu tay trong sự nghiệp của Martin. Sau hiệu ứng ngoài sự mong đợi từ màn trình diễn "La Copa de la Vida" tại lễ trao giải Grammy lần thứ 41, nam ca sĩ quyết định thực hiện album tiếng Anh đầu tay với mong muốn tấn công vào thị trường âm nhạc Hoa Kỳ và "Livin' la Vida Loca" là bước đi mở đầu. Bài hát được đồng viết lời và sản xuất bởi Robi Rosa và Desmond Child, những cộng tác viên quen thuộc xuyên suốt sự nghiệp của nam ca sĩ, bên cạnh sự tham gia đồng viết lời từ Luis Gómez Escolar. "Livin' la Vida Loca" trong tiếng Tây Ban Nha mang ý nghĩa "một cuộc sống điên rồ", là một bản latin pop và dance-pop với nội dung đề cập đến một người đàn ông trở nên ám ảnh với một người phụ nữ quyến rũ và khiến anh ta quên đi những rắc rối trong cuộc sống của bản thân để tiếp tục sống cho hiện tại.
Sau khi phát hành, "Livin' la Vida Loca" nhận được những phản ứng tích cực từ các nhà phê bình âm nhạc, trong đó họ đánh giá cao giai điệu Latinh hấp dẫn và sôi động cũng như chất giọng quyến rũ của Martin. Ngoài ra, bài hát còn gặt hái nhiều giải thưởng và đề cử tại những lễ trao giải lớn, bao gồm bốn đề cử giải Grammy cho Thu âm của năm, Bài hát của năm, Trình diễn giọng pop nam xuất sắc nhất và Cải biên nhạc khí có ca sĩ xuất sắc nhất tại lễ trao giải thường niên lần thứ 42. "Livin' la Vida Loca" cũng tiếp nhận những thành công vượt trội về mặt thương mại, đứng đầu các bảng xếp hạng ở Canada, Ireland, New Zealand và Vương quốc Anh, và lọt vào top 10 ở hầu hết những quốc gia nó xuất hiện, bao gồm vươn đến top 5 ở nhiều thị trường lớn như Úc, Phần Lan, Ý, Na Uy, Tây Ban Nha, Thụy Điển và Thụy Sĩ. Tại Hoa Kỳ, nó đạt vị trí số một trên bảng xếp hạng Billboard Hot 100 trong năm tuần liên tiếp, trở thành đĩa đơn quán quân đầu tiên của Martin tại đây. Tính đến nay, nó đã bán được hơn 8 triệu bản trên toàn cầu, trở thành một trong những đĩa đơn bán chạy nhất mọi thời đại.
Video ca nhạc cho "Livin' la Vida Loca" được đạo diễn bởi Wayne Isham, trong đó bao gồm những cảnh Martin trình diễn trong một quán rượu với ban nhạc của anh và cùng vui vẻ với một người phụ nữ (do người mẫu Nina Morić) tại nhiều địa điểm khác nhau. Nó đã nhận được chín đề cử tại giải Video âm nhạc của MTV năm 1999, bao gồm hạng mục Video của năm, Video xuất sắc nhất của nam ca sĩ, Sự lựa chọn của người xem, Video có vũ đạo xuất sắc nhất, Video Pop xuất sắc nhất và Video Dance xuất sắc nhất, và chiến thắng hai giải sau. Để quảng bá bài hát, Martin đã trình diễn "Livin' la Vida Loca" trên nhiều chương trình truyền hình và lễ trao giải lớn, bao gồm CD:UK, The Tonight Show with Jay Leno, Today, giải thưởng Âm nhạc Thế giới năm 1999 và giải Brit năm 2000, cũng như trong nhiều chuyến lưu diễn của anh. Được ghi nhận là bài hát trứ danh trong sự nghiệp của Martin, nó đã được hát lại và sử dụng làm nhạc mẫu bởi nhiều nghệ sĩ, như Kylie Minogue, Taylor Swift, Lil Wayne, Chris Rock và Sisqó, đồng thời là tác phẩm mở đầu cho sự bùng nổ của dòng nhạc Latin pop trong những năm tiếp theo.
Bài hát này cũng đã được ca sĩ người Mỹ gốc Việt Quốc Khanh (hoạt động tại hải ngoại) trình bày trong Chương trình ASIA 73 - Mùa hè rực rỡ 2013 (ASIA DVD 73) của Trung tâm Asia với phần lời tiếng Việt được cố nhạc sĩ, MC Việt Dzũng (1958 - 2013)(cũng chính là người dẫn chương trình của chính Trung tâm Asia) biên soạn.

## Danh sách bài hát
| Đĩa CD tại châu Âu 1. "Livin' la Vida Loca" – 4:03 2. "Livin' la Vida Loca" (Track Masters phối lại) – 3:46 Đĩa CD #1 tại Anh quốc 1. "Livin' la Vida Loca" – 4:03 2. "La Copa de la Vida" (bản tiếng Tây Ban Nha – radio chỉnh sửa) – 4:35 3. "Livin' la Vida Loca" (Joey Musaphia's Deep Vocal chỉnh sửa) – 6:45 | Đĩa CD tại Hoa Kỳ 1. "Livin' la Vida Loca" – 4:03 2. "Livin' la Vida Loca" (bản tiếng Tây Ban Nha) – 4:03 Đĩa CD #2 tại Anh quốc 1. "Livin' la Vida Loca" – 4:03 2. "Livin' la Vida Loca" (Amen Eurostamp phối) – 7:18 3. "Livin' la Vida Loca" (Joey Musaphia's Carnival phối) – 8:48 |

## Xếp hạng
| Bảng xếp hạng (1999)                  | Vị trí cao nhất |
| ------------------------------------- | --------------- |
| Úc (ARIA)                             | 4               |
| Áo (Ö3 Austria Top 40)                | 7               |
| Bỉ (Ultratop 50 Flanders)             | 6               |
| Bỉ (Ultratop 50 Wallonia)             | 6               |
| Canada (RPM)                          | 1               |
| Canada Adult Contemporary (RPM)       | 1               |
| Canada Dance/Urban (RPM)              | 1               |
| Châu Âu (European Hot 100 Singles)    | 4               |
| Phần Lan (Suomen virallinen lista)    | 5               |
| Pháp (SNEP)                           | 7               |
| Đức (Official German Charts)          | 6               |
| Hy Lạp (IFPI)                         | 1               |
| Hungary (Mahasz)                      | 1               |
| Ireland (IRMA)                        | 1               |
| Ý (FIMI)                              | 4               |
| Nhật Bản (Oricon Singles Chart)       | 56              |
| Hà Lan (Dutch Top 40)                 | 9               |
| Hà Lan (Single Top 100)               | 11              |
| New Zealand (Recorded Music NZ)       | 1               |
| Na Uy (VG-lista)                      | 2               |
| Romania (Romanian Top 100)            | 1               |
| Scotland (OCC)                        | 2               |
| Tây Ban Nha (PROMUSICAE)              | 2               |
| Thụy Điển (Sverigetopplistan)         | 4               |
| Thụy Sĩ (Schweizer Hitparade)         | 3               |
| Anh Quốc (OCC)                        | 1               |
| Hoa Kỳ Billboard Hot 100              | 1               |
| Hoa Kỳ Adult Contemporary (Billboard) | 18              |
| Hoa Kỳ Adult Pop Airplay (Billboard)  | 1               |
| Hoa Kỳ Dance Club Songs (Billboard)   | 5               |
| Hoa Kỳ Hot Latin Songs (Billboard)    | 1               |
| Hoa Kỳ Latin Pop Songs (Billboard)    | 1               |
| Hoa Kỳ Pop Airplay (Billboard)        | 1               |
| Hoa Kỳ Rhythmic (Billboard)           | 1               |
| Hoa Kỳ Tropical Airplay (Billboard)   | 2               |

| Bảng xếp hạng (1999)                 | Vị trí |
| ------------------------------------ | ------ |
| Australia (ARIA)                     | 21     |
| Belgium (Ultratop 50 Flanders)       | 35     |
| Belgium (Ultratop 50 Wallonia)       | 40     |
| Canada (RPM)                         | 1      |
| Canada Adult Contemporary (RPM)      | 14     |
| Canada Dance/Urban (RPM)             | 17     |
| Europe (European Hot 100 Singles)    | 21     |
| Finland (Suomen virallinen lista)    | 10     |
| France (SNEP)                        | 34     |
| Germany (Official German Charts)     | 51     |
| Italy (FIMI)                         | 24     |
| Japan (Tokyo Hot 100)                | 2      |
| Netherlands (Dutch Top 40)           | 62     |
| Netherlands (Single Top 100)         | 52     |
| New Zealand (Recorded Music NZ)      | 14     |
| Norway Spring Period (VG-lista)      | 5      |
| Norway Summer Period (VG-lista)      | 12     |
| Romania (Romanian Top 100)           | 1      |
| Spain (PROMUSICAE)                   | 13     |
| Sweden (Sverigetopplistan)           | 12     |
| Switzerland (Schweizer Hitparade)    | 18     |
| UK Singles (Official Charts Company) | 6      |
| US Billboard Hot 100                 | 10     |
| US Adult Top 40 (Billboard)          | 14     |
| US Hot Latin Songs (Billboard)       | 5      |
| US Latin Pop Songs (Billboard)       | 2      |
| US Pop Songs (Billboard)             | 3      |
| US Tropical Airplay (Billboard)      | 8      |

| Bảng xếp hạng (1990–99)              | Vị trí |
| ------------------------------------ | ------ |
| UK Singles (Official Charts Company) | 51     |
| US Billboard Hot 100                 | 38     |

## Chứng nhận
| Quốc gia                                                                           | Chứng nhận  | Số đơn vị/doanh số chứng nhận |
| ---------------------------------------------------------------------------------- | ----------- | ----------------------------- |
| Úc (ARIA)                                                                          | 2× Bạch kim | 140.000^                      |
| Bỉ (BEA)                                                                           | Vàng        | 25.000*                       |
| Pháp (SNEP)                                                                        | Vàng        | 250.000*                      |
| Đức (BVMI)                                                                         | Vàng        | 0^                            |
| New Zealand (RMNZ)                                                                 | Vàng        | 5.000*                        |
| Na Uy (IFPI)                                                                       | Vàng        | 0*                            |
| Thụy Điển (GLF)                                                                    | Vàng        | 15.000^                       |
| Anh Quốc (BPI)                                                                     | Bạch kim    | 900,000                       |
| Hoa Kỳ (RIAA)                                                                      | Bạch kim    | 1,602,000                     |
| * Chứng nhận dựa theo doanh số tiêu thụ. ^ Chứng nhận dựa theo doanh số nhập hàng. |             |                               |